# Bilanga (département)
Pour les articles homonymes, voir Bilanga (homonymie).
Cet article concerne le département et la commune rurale. Pour le village chef-lieu, voir Bilanga.
Bilanga est un département et une commune rurale de la province de la Gnagna, situé dans la région Est au Burkina Faso.

## Géographie

### Démographie
- En 2003, le département comptait 87 634 habitants estimés[2].
- En 2006, le département comptait 92 265 habitants recensés[3].
- En 2019, le département comptait 139 837 habitants recensés[1].

## Administration
Le chef-lieu du département et de la commune rurale est établi à Bilanga.

### Villages
Le département et la commune rurale de Bilanga se compose de soixante-sept villages, dont le village chef-lieu homonyme (données de population du recensement général de 2006) :
- Balamanou (397 habitants)
- Banga (784 habitants)
- Bartiboagou (179 habitants)
- Benhourgou (1 049 habitants)
- Bilamperga (2 107 habitants)
- Bilamperga-Peulh (46 habitants)
- Bilanga (3 893 habitants), chef-lieu
- Bilanga-Yanga (3 414 habitants)
- Bilanga-Yanga-Peulh (250 habitants)
- Bossongri (2 075 habitants)
- Botou (1 073 habitants)
- Boungou (3 603 habitants)
- Bourpangou (1 168 habitants)
- Cissa (1 023 habitants)
- Diamdiara (1 450 habitants)
- Diamdoari (387 habitants)
- Diankoudoungou (1 908 habitants)
- Diapoadougou (2 296 habitants)
- Diéla (1 068 habitants)
- Dipienga (4 486 habitants)
- Dola (884 habitants)
- Doundougou (567 habitants)
- Fétary (1 323 habitants)
- Garpiéni (1 253 habitants)
- Gninsonguin (1 394 habitants)
- Gomonsgou (816 habitants)
- Guinoama (767 habitants)
- Harboungou (720 habitants)
- Hartery (2 142 habitants)
- Kabaré (1 846 habitants)
- Karbani (270 habitants)
- Kiryomdéni (781 habitants)
- Kogodou (2 291 habitants)
- Koguina (544 habitants)
- Kolonkomi (2 080 habitants)
- Koulmasga (492 habitants)
- Moadéga (748 habitants)
- Moaka (5 561 habitants)
- Nagniangou (1 372 habitants)
- Ougarou (4 273 habitants)
- Pantanloana (833 habitants)
- Paparcé (872 habitants)
- Papayenga-Diambanga (824 habitants)
- Piaga (738 habitants)
- Pissi (747 habitants)
- Pognankanré (1 592 habitants)
- Sabra (2 060 habitants)
- Sagadou (380 habitants)
- Saougou (545 habitants)
- Sebga (777 habitants)
- Sékouantou (1 674 habitants)
- Soultenga (911 habitants)
- Tampédou (2 759 habitants)
- Tampiokin (397 habitants)
- Tanibiaga (909 habitants)
- Thimborgou (36 habitants)
- Tiapaga (3 304 habitants)
- Tiguili (555 habitants)
- Tindané (1 481 habitants)
- Tobou (1 725 habitants)
- Tobou-Peulh (556 habitants)
- Tohogodou (1 016 habitants)
- Yacabé (851 habitants)
- Yassoumbaga (807 habitants)
- Yougpangou  (2 610 habitants)
- Yougpankoudougou (526 habitants)